# Tehetu (sockenhuvudort i Kina, Qinghai Sheng, lat 33,90, long 99,13)
Tehetu (kinesiska: 特合土, 特合土乡, 查木觉达) är en sockenhuvudort i Kina. Den ligger i provinsen Qinghai, i den nordvästra delen av landet, omkring 390 kilometer sydväst om provinshuvudstaden Xining. Antalet invånare är 1 600. Befolkningen består av 769 kvinnor och 831 män. Barn under 15 år utgör 34 %, vuxna 15-64 år 61 %, och äldre över 65 år 3,0 %.
Trakten runt Tehetu är nära nog obefolkad, med mindre än två invånare per kvadratkilometer. Det finns inga andra samhällen i närheten. Trakten runt Tehetu består i huvudsak av gräsmarker.